# 西丽站 (中国铁路)
西麗站，位於中國廣東省深圳市南山区西麗街道，为平南铁路的四等站，离平湖站28公里，离深圳西站7公里。该站于1993年启用，目前由中国铁路广州局集团有限公司（简稱广铁）平南铁路有限公司管辖。

## 概要
這個站現時為貨運站，客運停車均不停此站。此外，目前深圳地鐵多數新列車都會以甲種運送方式送抵此站，再以平板車轉移至深雲車輛段交付。

### 站名的混淆
在2007年初春運期間，有市民把西麗站和深圳西站混淆，誤將前者的貨運站當作後者的客運車站。同時，亦須注意深圳地鐵5号线和7号线有一個西麗站，位置大約在平南鐵路西麗站以北，直线距离约2公里，详情请见西麗站條目。
另外亦有深圳地鐵西麗高鐵站，為已開通一期的深圳地鐵13號線和规划中的15号线、27号线、29号线的車站。

## 未來發展
為配合前海深港現代服務業合作區的發展，平南鐵路在前海深港現代服務業合作區的路段將會被拆除，而深圳西站將會拆除。原深圳西站的職能將會轉移到本站。
根據深圳铁路枢纽总图规划（2016—2030年），深湛鐵路、赣深客运专线將以西麗站為起點／終點，总规模较之前有所增加，共有13个站台25条线路，超过11个站台20条线路的深圳北站。
2022年10月9日，深圳至江門高速鐵路開工建設。此站將會作為深湛鐵路終到站。預計2027年-2028年完工。深江段線路横跨4市深圳、廣州、中山、江門。于江門站與運行中的江湛線銜接。
2023年7月11日，深圳公共资源交易中心发布了《西丽综合交通枢纽工程造价咨询项目招标公告》。公告中强调，西丽综合交通枢纽将引入赣深高铁、深湛铁路、深汕高铁、南深高铁4条高铁线路，深惠城际、深莞城际2条城际铁路和深圳地铁13、15、27、29号线4条地铁线路。11月22日，深圳枢纽新建西丽站及相关工程环境影响评价第一次信息公示；次年4月进行第二次环评公示。
新建西丽站及相关工程项目的建设内容包括：
- 新建西丽站站房；
- 新建赣深高铁光明城站至西丽站正线14.125km；
- 新建深圳北动车运用所及动走线11.418km；
- 深圳西站普速搬迁工程，包括深圳东站改造及广深铁路第四线改建1.9km；
- 深圳东（笋岗）客整所改扩建工程及广深铁路第四线改建3.5km；
- 深汕铁路引入工程；
- 深珠城际引入工程；
- 平南铁路还建工程。